# Вико (Козенца)
Вико (итал. Vico) је насеље у Италији у округу Козенца, региону Калабрија.
Према процени из 2011. у насељу је живело 359 становника. Насеље се налази на надморској висини од 542 м.